# Opel Tigra
Opel Tigra — це назва моделі автомобілів німецького виробника Opel класу суперміні. Станом на 2025 рік має дві генерації які випускалися на платформах Opel Corsa свого покоління. Перша – з 1994 по 2000 рік на базі Corsa B, друга – з 2004 по 2009 рік на базі Corsa C.

## Перше покоління (1994–2000)

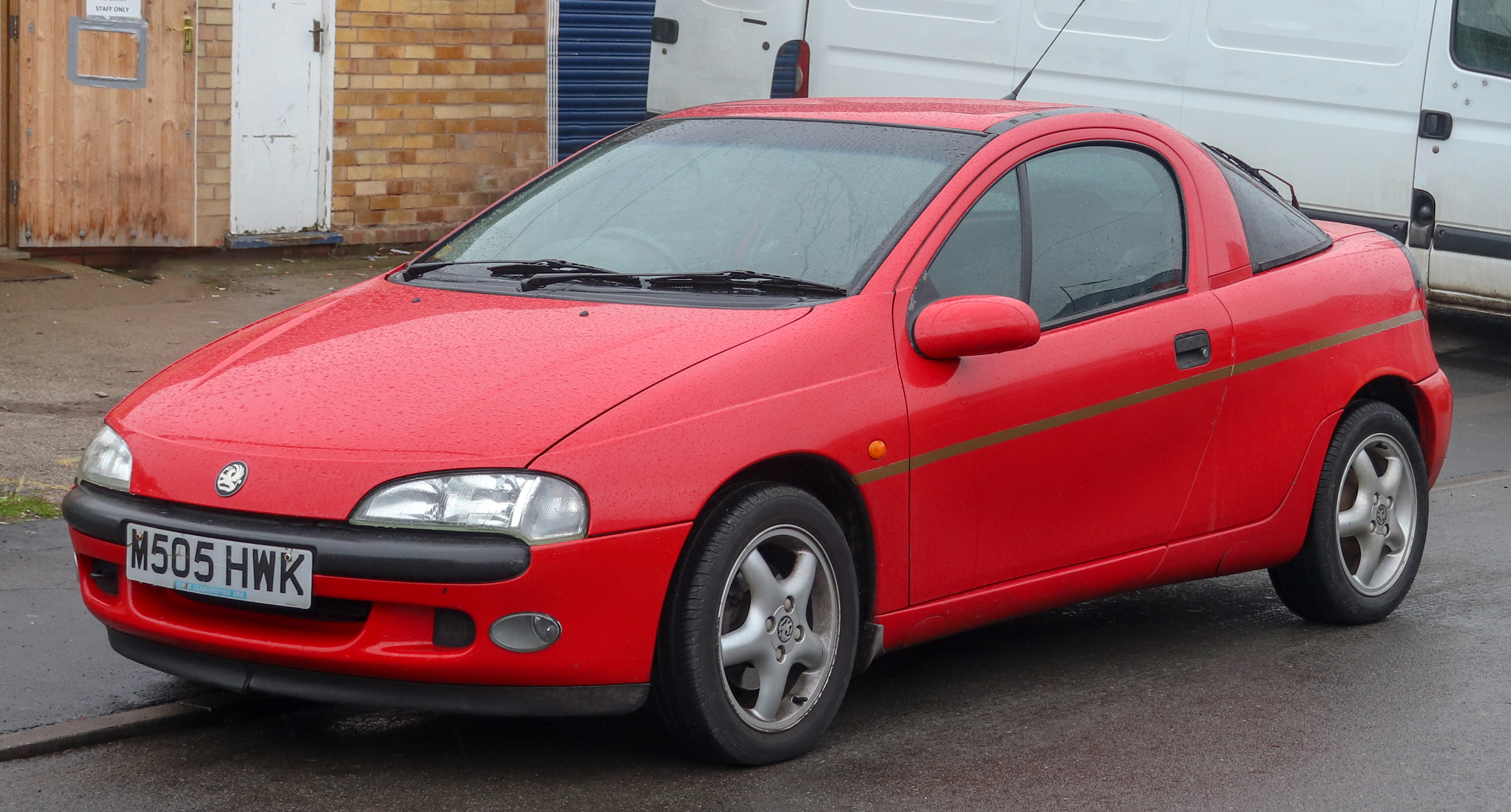
Vauxhall Tigra A

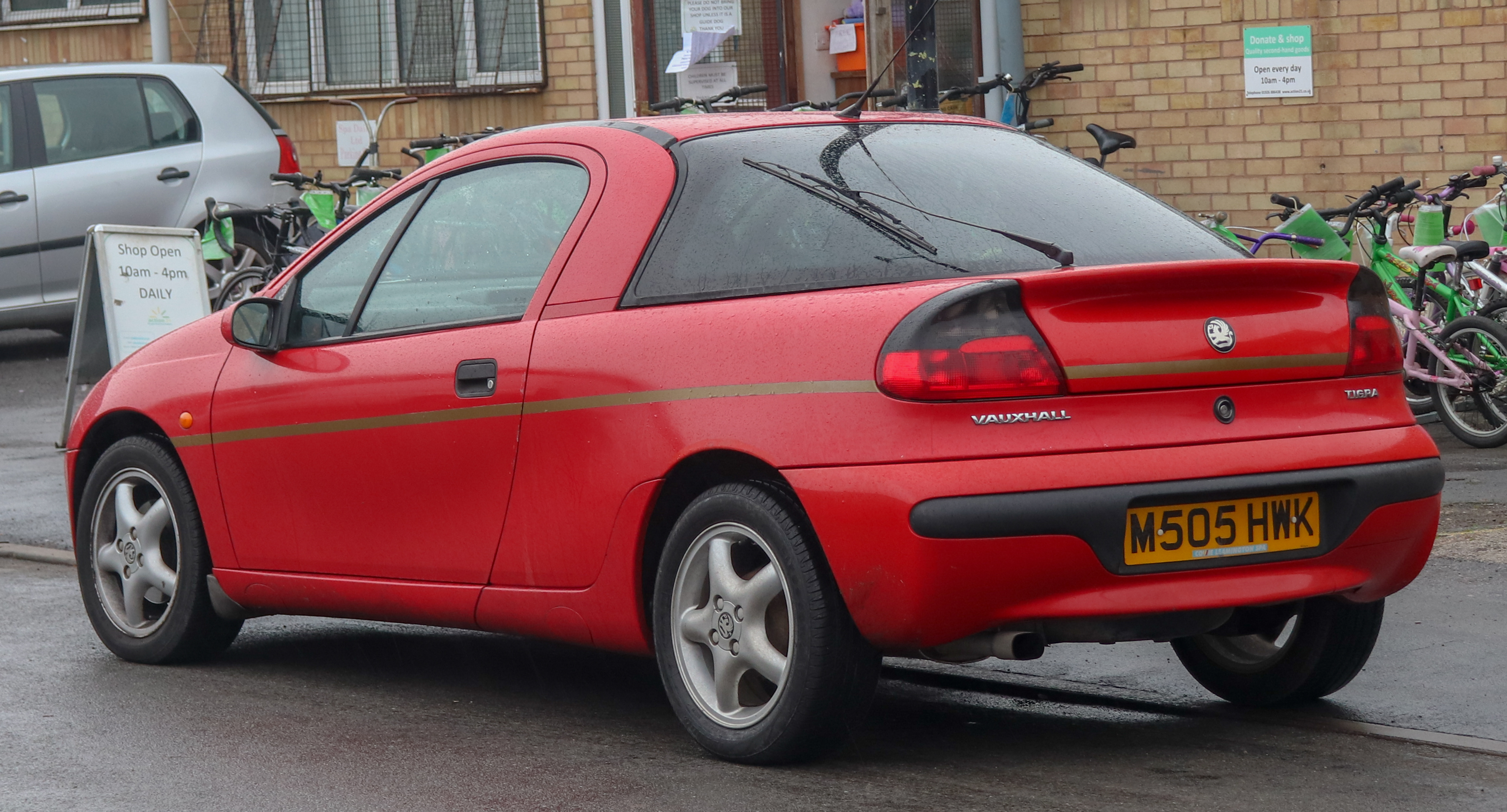
Vauxhall Tigra A

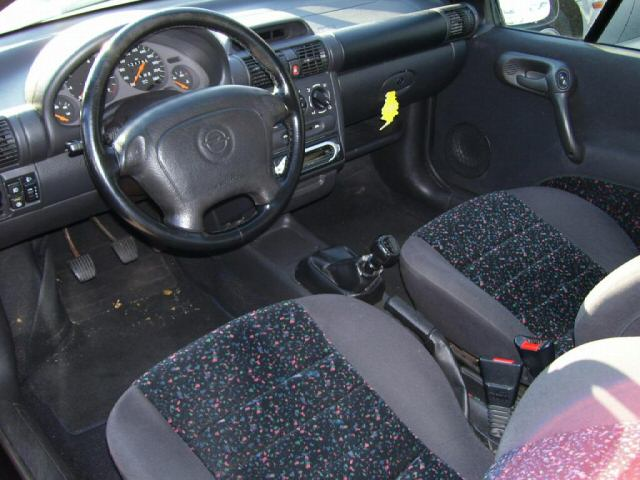

Opel Tigra A —  випускалася з вересня 1994 року. Традиційно для всіх машин на базі Corsa випускали її на заводі GM's Zaragoza Plant, Іспанія, і також традиційно в Англії вона продавалася як Vauxhall Tigra, у Бразилії та Мексиці як Chevrolet Tigra, а в Австралії як Holden Tigra. Кількість проданих екземплярів Tigra A по всьому світу становить 256392 штук. Остання машина зійшла з конвеєра в липні 2001 року. Наступник – Tigra B або Tigra Twintop була виведена на ринок лише восени 2004 року. 
Дизайн першої Tigra походив від однойменного концепт-кара, вперше показаного на Франкфуртському автосалоні в 1993 році. Поряд з  Tigra Roadster з відкритим верхом була продемонстрована версія родстер-пікап Scamp.
Хоча технічну платформу GM4200 машина успадкувала від Opel Corsa другого покоління, відтак торпедо, органи керування, більшість деталей інтер'єру було уніфіковано з Corsa B, та однакових зовнішніх кузовних панелей у них не було. Внутрішній простір у Tigra A серйозно відрізнявся в задній частині, оскільки Tigra була розрахована на посадку лише 4-х людей (2+2).
На відміну від більшості тогочасних моделей Opel які могли мати лінійку моторів понад 10 штук – Tigra A мала лише бензинові мотори, і лише два 1,4 та 1,6. Обидва двигуни сімейства Ecotec з ремінним приводом ГРМ та гідрокомпенсаторами, 16-клапанні DOHC з електронною системою уприскування палива. Всі екологічного стандарту EURO2, але в останні роки випуску міг стояти X14XE  модернізований до EURO4. Автоматична 4-ступінчаста коробка передач Aisin AF13 могла встановлюватися лише з двигуном 1,4.
Характерною рисою яка зовні вказувала на 1,6 - були передні протитуманні фари в базовій комплектації. 1,4 могла бути без них. Задня кришка багажника могла бути як з додатковим стопом, так і без нього. На відміну від Corsa - Tigra вже у базовій комплектації оснащена одним або парою SRS/Airbag. Кермо з SRS в дорестайлі аналогічне Astra F/Vectra A, – а у "рестайла" кермо як в Astra G.

### Двигуни
- 1.4 л X14XE I4 90 к.с. Motronic
- 1.6 л X16XE I4 106 к.с. Multec S

## Друге покоління

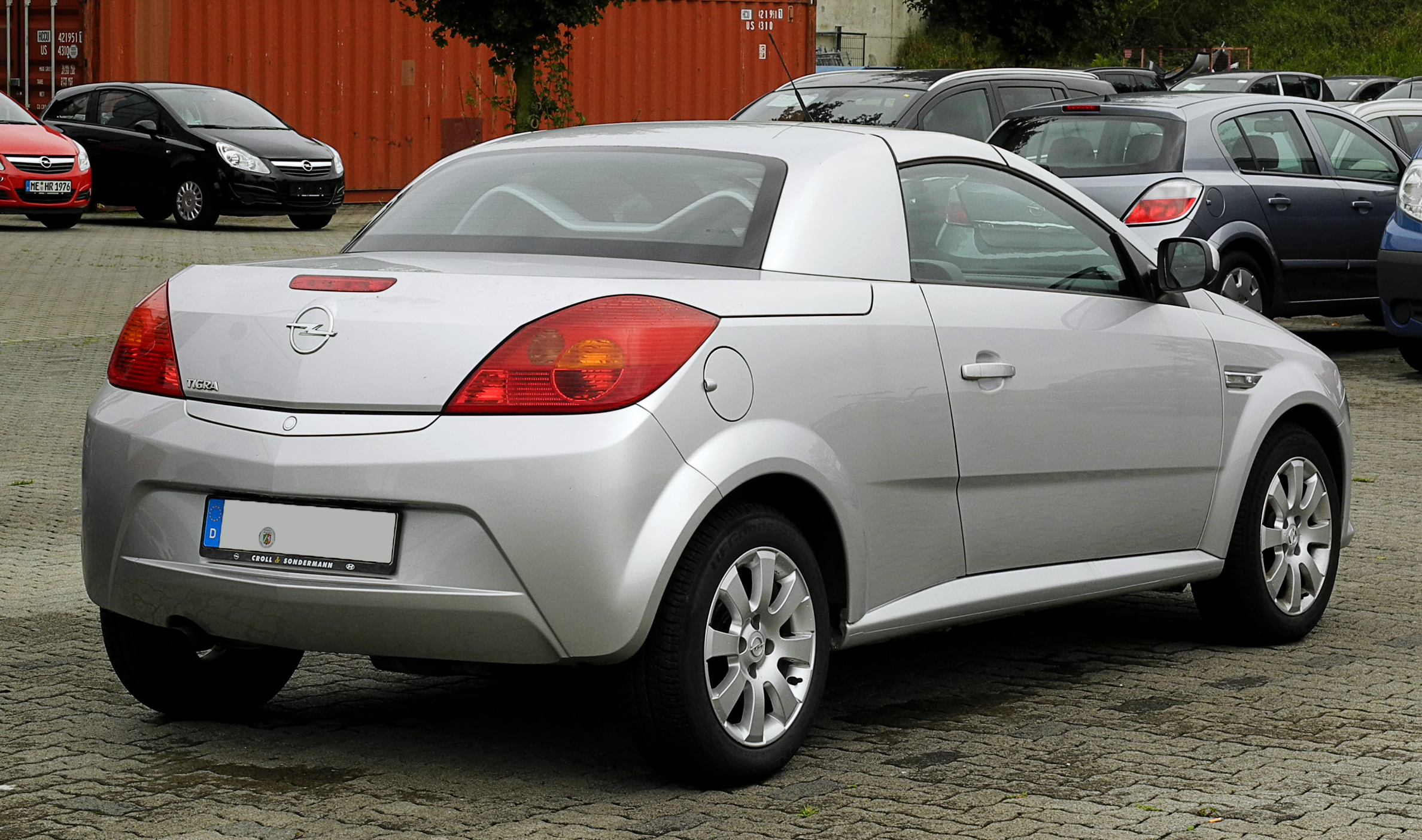
Opel Tigra TwinTop (2004-2009)

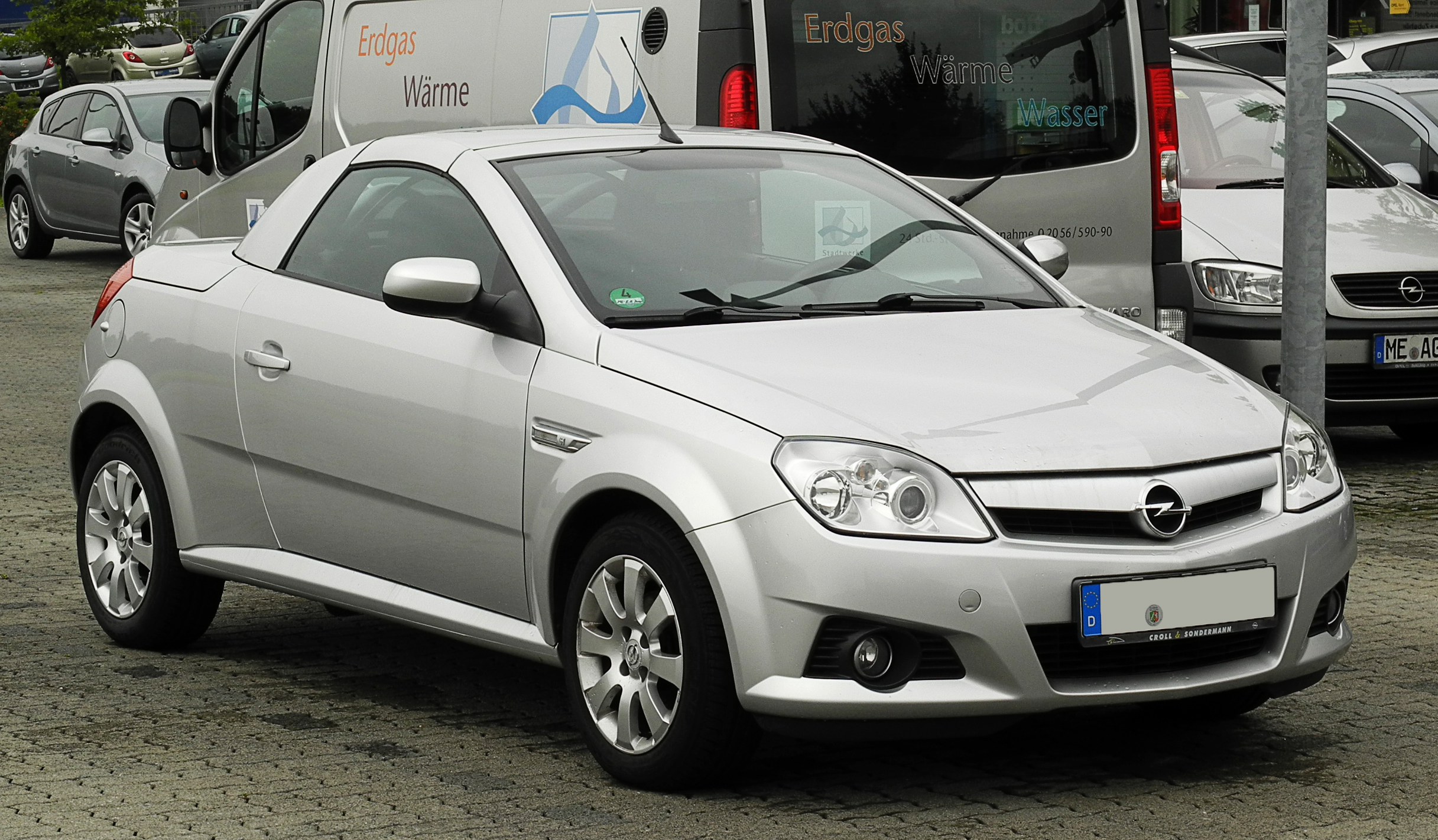
Opel Tigra TwinTop (2004-2009)

Кабріолет Opel Tigra має чимало спільного з мініавтомобілем Corsa, включаючи шасі 	GM4300 та підвіску. Проте, кермове управління у кабріолеті не таке збалансоване, як у міні. Розробники попрацювали на славу, створивши автомобіль, який демонструє стійкість майже на будь-якій поверхні. Так само добре кабріолет поглинає нерівності дороги. Хоча при різкому входженні в поворот, стає помітно, що корпус трохи прогинається, особливо при складеному даху. Базова модель з 1.4-літровим двигуном оснащена кондиціонером повітря. Додавши до цієї моделі пакет «Sport», Ви отримаєте: більші литі диски коліс, CD програвач та сріблястий відблиск задньої частини даху. Моделі, оснащені 1.8-літровим двигуном, постачаються з усім обладнанням з пакета «Sport» стандартно.

### Двигуни
- 1.3 л CDTI Ecotec I4 (diesel) 69 к.с.
- 1.4 л Z14XEP I4 90 к.с.
- 1.8 л Z18XE I4 125 к.с.